# MH Stålmøbler
MH Stålmøbler A/S blev oprettet i 1950'erne af fabrikant Jens Christian Mortensen m.fl. MH Stålmøbler leverede stålmøbler i flere årtier til blandt andet skoler og institutioner. 
De mest kendte møbler er skoleborde med tilhørende stole udført i træ og stål, hvor stolene kunne sættes op under bordet. I starten blev sæder og ryglæn, der var udført i formspændt træ, leveret af en underleverandør, men da Jens Christian Mortensen ikke var tilfreds med kvaliteten valgte han at opstarte egen produktion. Hr. Mortensen etablerede derfor Middelfart Finércentral, der stod for produktionen af de formspændte ryglæn og sæder.
Inden Jens Christian Mortensen fabrikerede møbler producerede han tre-hjulede cykler og cykelstyr i sin virksomhed Middelfart Hjulfabrik, deraf forkortelsen MH.